# 尚罗曼
尚罗曼（法語：Champs-Romain，法語發音：[ʃɑ̃ ʁɔmɛ̃]）是法国多尔多涅省的一个市镇，位于该省北部，属于农特龙区。

## 地理
尚罗曼（45°31'52"N, 0°46'30"E）面积20.33 平方千米，位于法国新阿基坦大区多爾多涅省，该省份为法国西南部内陆省份，是法國本土面积第三大的省，大致对应佩里戈尔地区，北起顺时针与夏朗德省、上维埃纳省、科雷兹省、洛特省、洛特-加龙省、吉倫特省和滨海夏朗德省接壤。
与尚罗曼接壤的市镇（或旧市镇、城区）包括：邦迪亚河畔阿布雅、圣索-拉库西耶尔、圣帕尔杜-拉里维耶尔、萨维尼亚克德农特龙。

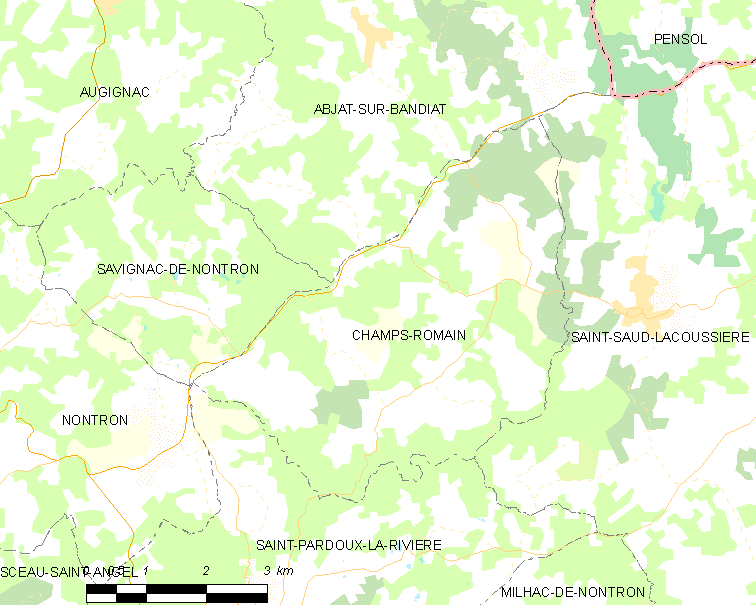
尚罗曼的OSM定位图

尚罗曼的时区为UTC+01:00、UTC+02:00（夏令时）。

## 行政
尚罗曼的邮政编码为24470，INSEE市镇编码为24101。

## 政治
尚罗曼所属的省级选区为农特龙绿色佩里戈尔县。

## 人口

1962-2008年间尚罗曼人口变化图示

尚罗曼于2022年1月1日时的人口数量为287人。